# Lago Baldwin (Condado de Los Ángeles, California)
El lago Baldwin es una laguna de falla en el Arboreto y Jardín Botánico del Condado de Los Ángeles, que se encuentra en el valle de San Gabriel en el sur de California, al sur de la sierra de San Gabriel. La laguna, el arboreto y el jardín botánico se encuentran dentro de la ciudad de Arcadia.
La laguna es alimentada por aguas pluviales y manantiales naturales; el agua sale del estanque hacia el acuífero en la falla Raymond y luego hacia el río Hondo. Baldwin Lake es parte de la cuenca del río Los Ángeles.
El área del estanque es de aproximadamente 4 acres (2 ha). El sedimento y los contaminantes incrustados en el estanque por escorrentía superficial han reducido su profundidad de unos 12 pies (3,7 m) a 30 pulgadas (76,2 cm).

## Historia
Durante cientos de años antes de que la colonización española de Alta California los desplazara a fines del siglo XVIII, miembros del pueblo Tongva vivían cerca del estanque en un asentamiento llamado Alyeupkigna. Los españoles obligaron a los Tongva a trasladarse a una reducción en la Misión de San Gabriel Arcángel. En el sitio del asentamiento de Tongva, los españoles establecieron la ranchería de Alyeupkigna en 1800, como un puesto agrícola de la misión.
El adobe Hugo Reid fue construido por el escocés-mexicano Hugo Reid en la orilla de la laguna en 1840. Reid recibió la concesión de tierras mexicanas completas para el rancho Santa Anita en 1845, con el 'lago Baldwin' incluido y muchos otros estanques y manantiales artesianos dentro de sus 3 leguas cuadradas (13,319 acres).
Elias Jackson “Lucky” Baldwin compró el rancho Santa Anita en 1875. El lago Baldwin sirvió como reservorio de retención para proyectos de riego del ranchos. Fue dragado y profundizado, tal vez de 12-15 pies (3,7-4,6 m), por Baldwin a fines de la década de 1880, y se construyó un muro de contención coronado por rocas de granito alrededor de la costa.
Baldwin construyó el elaborado Coach Barn cerca del estanque en 1879, y el 'Baldwin's Belvedere' de estilo Queen Anne también llamado Santa Anita Ranch Guest Cottage en una península rodeada por las aguas en 1885-1886. El Queen Anne Cottage y Coach Barn están incluidos en el Registro Nacional de Lugares Históricos y es un Hito Histórico de California. El Adobe Reid-Baldwin, remodelado y ampliado por Lucky Baldwin en su principal residencia de rancho, es un Hito Históricos de California.
En 1947, el estado y el condado adquirieron el terreno para crear un arboreto alrededor del estanque y las estructuras históricas de Baldwin.

## Fauna silvestre
El lago Baldwin es el hogar de muchas formas diferentes de vida silvestre, incluidos numerosos patos, gansos de Canadá y tortugas. También hay grandes garcetas ocasionales.

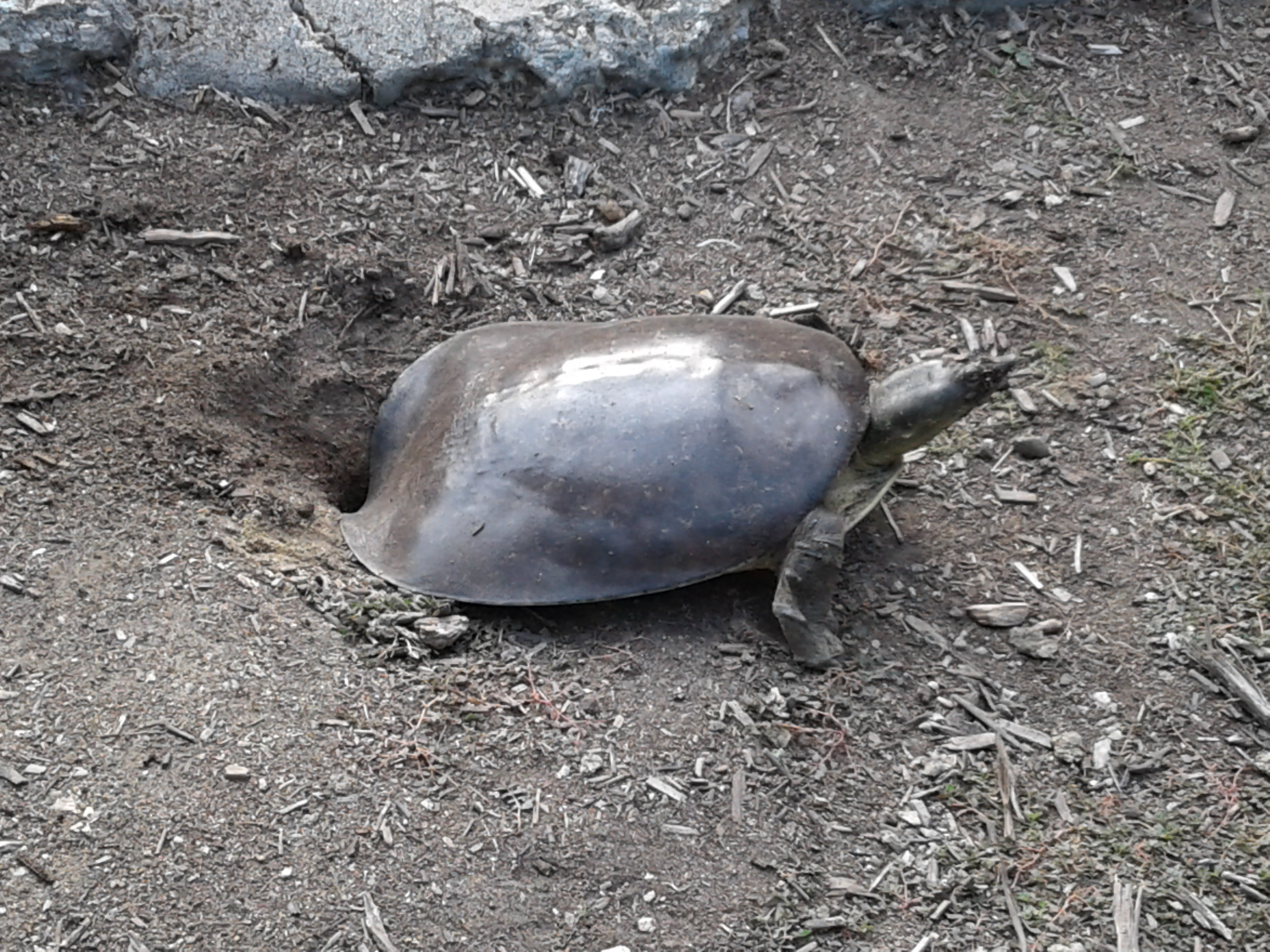
Tortuga de caparazón blando espinosa (Apalone spinifera) poniendo huevos a lo largo de la orilla este del lago Baldwin.

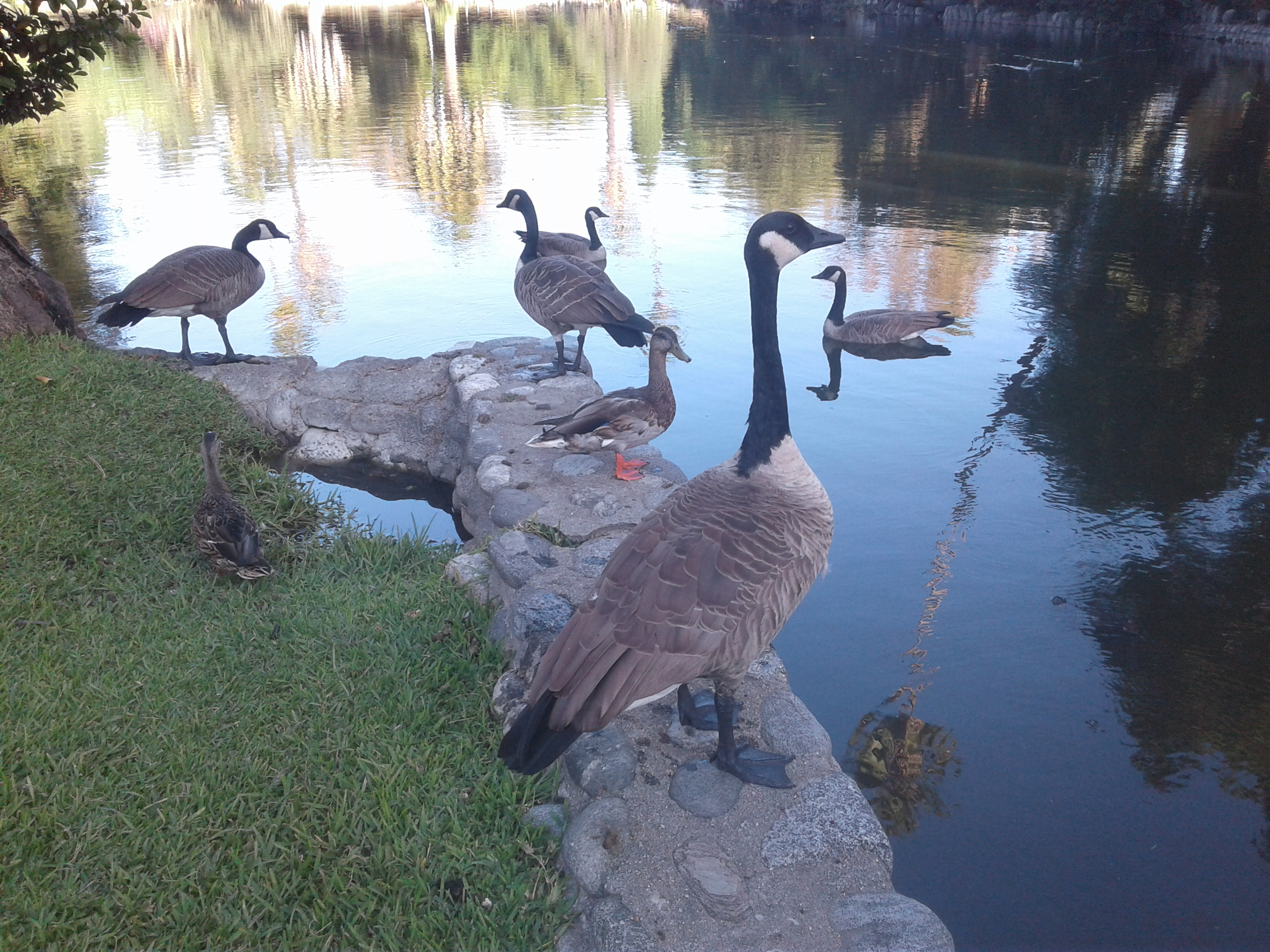
Gansos de Canadá y patos en el lago Baldwin a fines del verano.

## Contaminación
El proyecto Save Baldwin Lake actualmente está accediendo a cómo abordar los sedimentos acumulados, el colapso de las costas, la reducción de la profundidad del agua, la recarga del acuífero Raymond y los ecosistemas acuáticos amenazados del lago Baldwin y la adyacente laguna Tule.
Un estudio preliminar identificó varios factores que impactan negativamente en Baldwin Lake. Desde principios de la década de 1950, el lago ha funcionado como base de recolección para 155 acres (63 ha) de cuenca urbana al norte. La escorrentía que lleva productos petroquímicos y otros contaminantes a la laguna, combinada con la sedimentación continua, ha degradado sus ecosistemas acuáticos. El estanque tenía originalmente 15-8 pies (4,6-2,4 m) de profundidad, pero ahora tiene una profundidad promedio de 24 pulgadas (61,0 cm).
El Arboreto comenzó a recaudar fondos para un estudio de ingeniería para determinar los mejores enfoques para restaurar el lago Baldwin y laguna Tule.